# Dret de família
El dret de família (també anomenat dret matrimonial) és una àrea del dret que s'ocupa dels assumptes de família i les relacions domèstiques.

## Visió general
Entre els temes que normalment s'inclouen al cos de dret de família d'una nació inclouen:[
- Matrimoni, unions civils i parelles de fet:
  - Entrada en relacions conjugals i domèstiques reconegudes legalment[1]
  - L'extinció de relacions familiars legalment reconegudes i qüestions auxiliars, com ara el divorci, l'anul·lació, els acords de propietat, les pensions alimentàries, la custòdia i les visites dels fills, la manutenció dels fills i les indemnitzacions d'aliments[3]
  - Acords prenupcials i postnupcials
- Adopció: tràmits per adoptar un nen i, en alguns casos, un adult.[4]
- Subrogació: llei i procés de part com a mare subrogada[5]
- Procediments de protecció infantil: procediments judicials que poden derivar de la intervenció de l'estat en casos d'abús i negligència infantil[6]
- Dret de menors: assumptes relacionats amb menors, inclosos els delictes sobre la condició, la delinqüència, l'emancipació i l'adjudicació de menors[7]
- Paternitat: procediments per establir i anul·lar la paternitat i administració de proves de paternitat[8]

Aquesta llista no és exhaustiva i varia segons la jurisdicció.